# Pelurgoperla personata
Pelurgoperla personata är en bäcksländeart som beskrevs av Joachim Illies 1963. Pelurgoperla personata ingår i släktet Pelurgoperla och familjen Gripopterygidae. Inga underarter finns listade i Catalogue of Life.